# (26916) 1996 RR2
(26916) 1996 RR2 est un objet de la ceinture principale d'astéroïdes intérieure de 3,484 km de diamètre découvert en 1996.

## Description
(26916) 1996 RR2 a été découvert le 13 septembre 1996 à la Station Catalina, un observatoire astronomique situé dans les Monts Santa Catalina à environ 29 kilomètres au nord-est de Tucson dans l'Arizona, par Carl W. Hergenrother.

### Caractéristiques orbitales
L'orbite de cet astéroïde est caractérisée par un demi-grand axe de 1,91 UA, un périhélie de 1,76 UA, une excentricité de 0,07 et une inclinaison de 22,63° par rapport à l'écliptique. Du fait de ces caractéristiques, à savoir un demi-grand axe inférieur à 2 UA et un périhélie supérieur à 1,666 UA, il est classé, selon la JPL Small-Body Database, objet de la ceinture principale d'astéroïdes intérieure.

### Caractéristiques physiques
(26916) 1996 RR2 a une magnitude absolue (H) de 14,5 et un albédo estimé à 0,333, ce qui permet de calculer un diamètre de 3,484 km. Ces résultats ont été obtenus grâce aux observations du Wide-Field Infrared Survey Explorer (WISE), un télescope spatial américain mis en orbite en 2009 et observant l'ensemble du ciel dans l'infrarouge, et publiés en 2012 dans un article présentant les résultats concernant 13 511 astéroïdes de la ceinture principale.